# 115

115(백십오)는 114보다 크고 116보다 작은 자연수다.

## 수학
- 합성수로, 그 약수는 1, 5, 23, 115다. 진약수의 합은 29이므로, 115는 부족수다.
  - 37번째 반소수다. 앞의 반소수는 111, 다음 반소수는 118이다.
- 5번째 십삼각수이자, 가장 작은 세 자리 십삼각수다. 앞의 십삼각수는 70, 다음은 171이다.
- 5번째 칠각뿔수이자, 가장 작은 세 자리 칠각뿔수다. 앞의 칠각뿔수는 60, 다음은 196이다.
- {\displaystyle 115=3^{2}+5^{2}+9^{2}}
  - 서로 다른 세 자연수의 제곱합으로 나타낼 수 있는 수다.
- {\displaystyle 24^{2}-1}은 115로 나누어떨어진다.

## 과학
- 모스코븀(Mc)의 원자 번호.
- NGC 115: 조각가자리 방향에 있는 나선은하.

## 교통

### 철도
- 철도차량
  - 일본국유철도 115계 전동차(일본어판, 영어판)

- 철도역
  - 수도권 전철 1호선 방학역의 역번호.
  - 부산 도시철도 1호선 부산진역의 역번호.
  - 대구 도시철도 1호선 설화명곡역의 역번호.
  - 대전 도시철도 1호선 갑천역의 역번호.
  - 광주 도시철도 1호선 공항역의 역번호.

### 도로
- 고속도로 및 국도
  - 아우토반 115호선(영어판, 독일어판): 독일의 고속도로.
  - 일본 115번 국도: 후쿠시마현 소마시에서 야마군 이나와시로정까지 이어지는 일본의 국도.
- 기타 도로
  - 현도 제115호선

## 군사
- U-115: 독일의 군용 잠수함. 제1차 세계 대전에 사용된 1918년제 모델(영어판)과 제2차 세계 대전에 사용된 1939년제 모델이 있다.

## 문화유산
- 대한민국의 국보 제115호: 청자 상감당초문 완
- 대한민국의 보물 제115호: 안동 이천동 마애여래입상
- 대한민국의 사적 제115호: 수원 화령전

## 방송
- 스카이라이프의 스마일TV 플러스 채널 번호.
- B tv의 ENA 스토리 채널 번호.
- U+ TV의 스크린골프존 채널 번호.
- 지니 TV의 포커스프라임 채널 번호.
- LG헬로비전의 스카이스포츠 채널 번호.

## 기타
- 날짜: 1월 15일, 11월 5일
- 연도: 115년, 기원전 115년